# 交感神经切断术
交感神经切断术（Endoscopic thoracic sympathectomy-ETS）是主要交感神经的手术，用于治疗手部和腋下多汗（过度出汗）。

## 手术
交感神经构成的神经网络位于肋骨附近（胸部区域），靠近脊椎。
在这些神经分支中，一个特定分支所形成的神经节会造成过度出汗。去除这一神经节可以通过手术切除、烧灼术、切除其神经分支，以及在交感神经中放置钛夹的最新剪切技术来完成。
为了治疗所谓的手汗症，手术目标是T3-T4神经节；对于腋下多汗症和中度或轻度手汗症，则抑制T4-T5神经节。被抑制的神经节越高（接近T2），出现代偿性出汗的机率越大，这是手术后出现的一种现象。

## 身体、心理和情绪的影响
交感神经切断术通过手术干预来破坏部分自主神经系统（从而破坏其来自大脑的信号），以期望消除或减轻特定问题。许多不支持交感神经切断术的医生发现这种做法存在疑问，主要是因为其目的是破坏功能性神经。
交感神经切断术的确切结果是无法预测的，因为一名患者与另一名患者的神经功能存在相当大的解剖学差异，还因为手术技术的变化。自主神经系统在解剖学上并不确定，并且可能存在连接，当神经被破坏后受到不可预测的影响。这一问题已被大量患者所证实，患有同等程度手汗症的患者在接受交感神经切除后，一些人出现足部出汗减少或消失，而另一些人则相反，在这方面根本没有受到影响。除了切断位于交感神经链另一端的腰交感神经外，并没有可靠的手术来治疗足部出汗。

## 争议
2003年，交感神经切断术在其出生地瑞典被禁止，原因是术后患者投诉过多。在其他国家，包括美国，这都是一个众所周知没有管制的手术。
现在互联网上有许多外科医生主持的网站都在吹捧交感神经切断术的好处。然而，也有许多由交感神经切断术的受害者主持的网站，他们控诉手术的严重不良反应造成工作和日常活动能力下降，并认为缺乏充分的知情同意。有一些在线论坛和网站专门针对交感神经切断术问题，其中患者证明书比比皆是。